# Гидрокосмос. Нырнуть, чтобы взлететь
«Гидрокосмос. Нырнуть, чтобы взлететь» — российский телевизионный документальный фильм телестудии Роскосмоса. Премьера состоялась на телеканале «Россия 24» 6 сентября 2008 года.

## Сюжет
Это космонавты назвали Землю «голубой планетой». Именно такой она видится из космоса. Ведь большую часть её поверхности составляют моря и океаны. Но прежде чем увидеть эту синеву планеты, каждый звёздоплаватель должен пройти подводную подготовку в Гидролаборатории ЦПК имени Ю. А. Гагарина. Об уникальном сооружении, позволяющем на 12 метровой глубине отрабатывать имитацию выхода в открытый космос, рассказывают космонавты Алексей Полещук, Юрий Гидзенко, сотрудники центра подготовки космонавтов Виктор Рень, Дмитрий Верба и другие.

## Съёмочная группа
- Автор — Александр Островский
- Режиссёр — Дмитрий Свергун
- Операторы — Евгений Петров, Вячеслав Красаков
- Оператор подводных съемок — Сергей Денисов
- Режиссёр монтажа — Лариса Смирнова
- Корреспондент — Ксения Зима
- Текст читал — Андрей Чорный

## Награды
За создание документального фильма «Гидрокосмос: нырнуть, чтобы взлететь» творческая группа студии удостоена премии «Малый золотой дельфин» на VI международном кинофестивале подводных съемок «Золотой дельфин 2007».